# كريستال مكال
كريستال مكال (بالإنجليزية: Crystal Mackall)‏‏(ولدت في 21 أغسطس 1960) هي طبيبة واخصائية مناعة أمريكية. وهي حاليًا أستاذة عائلة إرنست وأميليا جالو لطب الأطفال والطب بجامعة ستانفورد. وهي المديرة المؤسسة لمركز ستانفورد لعلاج خلايا السرطان.
نشأت مكال في شرق فلسطين، أوهايو في عائلة من الطبقة العاملة. كان والدها عاملًا بالفولاذ. تلقت تدريبها الطبي من خلال برنامج BS / MD لمدة ست سنوات، وحصلت على درجة البكالوريوس في جامعة أكرون وتخرجت بامتياز مع مرتبة الشرف. أكملت تعليمها الطبي في جامعة شمال شرق أوهايو الطبية، وحصلت على دكتوراه في الطب في عام 1984. كانت عضوًا في جمعية الشرف Alpha Omega Alpha. أكمل مكال إقامة في الطب الباطني وطب الأطفال في كليفلاند كلينيك أكرون العام ومستشفى الأطفال في أكرون في عام 1988. في عام 1989، انضمت مكال إلى المعهد الوطني للسرطان كزميل في طب أورام الأطفال، حيث بدأت في التركيز على العلاج المناعي للسرطان. بقيت في المعاهد الوطنية للصحة حتى عام 2016، وعملت في نهاية المطاف كرئيس لفرع أورام الأطفال. انتقلت إلى كلية الطب بجامعة ستانفورد في عام 2016. وهي حاصلة على شهادة البورد في الطب الباطني وطب الأطفال وأمراض الدم / الأورام.
كانت مكال رائدة في العلاجات المناعية لسرطان الأطفال. قام بحثها المبكر بتحديد آثار علاجات السرطان التقليدية على الجهاز المناعي، حيث حددت دور الغدة الصعترية في تجديد الخلايا التائية البشرية واكتشفت أن Interleukin-7 (IL-7) هو المنظم الرئيسي لاستتباب الخلايا التائية في البشر. كانت مجموعتها من بين أول من أظهروا نشاطًا مثيرًا للإعجاب في علاجات مستقبلات المستضد الخمري CD19 (خلايا CAR T) لسرطان الدم في مرحلة الطفولة، كما طورت أيضًا سيارة تستهدف CD22 كانت نشطة في هذا المرض.
عملت مكال أيضًا على لقاحات السرطان، والعلاج المناعي وزرع نخاع العظام. حصلت على جائزة Lila and Murray Gruber لأبحاث السرطان في عام 2019، وفي عام 2018 حصلت مكال على 11.9 مليون دولار لقيادة تجربة سريرية باستخدام الخلايا المناعية المعدلة وراثيًا التي ستتعرف على البروتينات في سرطان الدم. ستُجرى التجربة في مركز ستانفورد لعلاج خلايا السرطان. ستقوم بتعديل الخلية T لمستقبلات المستضدات الخميرية (CAR-T) لتحديد سرطان الدم اللمفاوي الخلايا البائية وليمفوما الخلايا البائية.
تحمل ماكال عددًا من براءات الاختراع المتعلقة بالببتيدات ومستقبلات المستضدات. عملت في هيئات تحرير العديد من مجلات السرطان، بما في ذلك السرطان اليوم.

## الجوائز والتكريمات
تشمل جوائزها وتكريمها؛
- 2000 [معاهدة الصحة الوطنية] جائزة المعلم السريري المتميز
- 2003، 2010 جائزة مدير المعهد الوطني للسرطان
- 2005 عضو الجمعية الأمريكية للتحقيق السريري
- 2006-2018 أفضل الأطباء في أمريكا
- 2012 [معاهد الصحة الوطنية] محاضرة المعلم العظيم
- 2013 [مستشفى الأطفال في فيلادلفيا] محاضرة ألكسندرا سكوت في علاج أورام الأطفال
- جائزة المخرج NIH 2013
- 2015 [معاهد الصحة الوطنية] محاضرة ج. بوروز مايدر، (تكريم عالم البحث المتميز في معهد NIH)
- 2015 عضو جمعية الأطباء والجراحين الأمريكية
- رئيس الجمعية الأمريكية لأبحاث السرطان 2017 لمجموعة عمل سرطان الأطفال
- 2017 [MD Anderson Cancer Center] محاضرة وارن سوتو المتميزة
- جائزة أفضل 10 أبحاث سريرية لعام 2018 جائزة أفضل 10 أبحاث سريرية للعلاج بالخلايا CAR-T الجديدة لسرطان الدم المنتكس
- 2018 جائزة الأكاديمية الأمريكية للأمراض الجلدية ليلى وموراي غروبر التذكارية لأبحاث السرطان

## الحياة الشخصية
ماكال متزوج من كاثرين سالم. لديهم ابنان.  